# Rio Gualaxo do Norte
O rio Gualaxo do Norte é um curso de água do estado de Minas Gerais, Região Sudeste do Brasil, pertencente à bacia do rio Doce. Sua nascente está localizada na serra do Espinhaço, a uma altitude de aproximadamente 1 380 metros, no município de Ouro Preto. Após a foz do córrego Água Suja, atinge o município de Mariana. Ao todo percorre uma extensão de 60 km até seu encontro com o rio do Carmo em Barra Longa.
O manancial foi severamente afetado pelo rompimento de barragem ocorrido em Mariana em 5 de novembro de 2015. A lama da barragem de rejeitos da Samarco atingiu diretamente o rio a 12 km a jusante de sua nascente, prejudicando assim 48 km do leito e de suas margens. Além da limpidez das águas e da mata ciliar, foram destruídos os subdistritos de Bento Rodrigues, Paracatu de Baixo (em Mariana) e Gesteira (Barra Longa), que estavam localizados próximos ao curso. Por meio do rio Gualaxo do Norte, a onda de lama atingiu o rio do Carmo e, depois de mais 22 km, chegou ao rio Doce, alcançando o Oceano Atlântico em 22 de novembro. A qualidade das águas dos rios ficou comprometida pelos anos seguintes.
As águas do rio Gualaxo do Norte eram aproveitadas para geração de energia elétrica em uma pequena central hidrelétrica, a PCH Bicas, situada em Mariana, com 1 560 kW de potência instalada. No entanto, a enxurrada de lama da barragem rompida em 2015 tornou a usina inoperável, culminando na sua desativação.
Até o rompimento o leito também era utilizado para abastecimento da mineração e para garimpos clandestinos de ouro, atividades que já vinham contribuindo com a sua degradação. No entanto, a região de sua foz ainda possuía boa cobertura por mata ciliar, o que amenizava seu estado de conservação. Em todo o rio podiam ser encontrados peixes como traíras, bagres e tilápias, que depois do desastre ficaram restritos aos primeiros quilômetros após a nascente.